# Fanny Landini
Fanny Landini (geboren 18. März 1931 in Diano Marina; gestorben 25. Februar 2016 in Rom) war eine italienische Schauspielerin. Sie spielte in den 1950er-Jahren in Italien in insgesamt 17 Filmproduktionen mit.

## Filmographie
- 1952: Fratelli d’Italia
- 1953: Die Wölfin von Kalabrien (La lupa)
- 1953: Il più comico spettacolo del mondo
- 1953: Das Schiff der verlorenen Frauen (La nave delle donne maledette)
- 1953: Frine, Sklavin der Liebe (Frine, cortigiana d’Oriente)
- 1954: Il paese dei campanelli
- 1955: La ragazza di via Veneto
- 1955: Destinazione Piovarolo
- 1955: Totò all’inferno
- 1955: Totò e Carolina
- 1956: Il suo più grande amore
- 1956: Die schwarzen Ritter von Borgoforte (Giovanni dalle bande nere)
- 1957: Guendalina
- 1957: Vivendo cantando... che male ti fò?
- 1957: Susanna tutta panna
- 1957: Der Korsar vom roten Halbmond (Il corsaro della mezzaluna)